# Linguiça do Baixo Alentejo
O Linguíça do Baixo Alentejo IGP ou Chouriço de carne do Baixo Alentejo IGP é um produto de origem portuguesa com Indicação Geográfica Protegida pela União Europeia (UE) desde 16 de fevereiro de 2007.

## Agrupamento gestor
O agrupamento gestor das indicações geográficas protegidas "Linguíça do Baixo Alentejo" e "Chouriço de carne do Baixo Alentejo" é a ACPA - Associação de Criadores de Porco Alentejano.